# Demasiado Caliente
Demasiado Caliente è un album di Cal Tjader, pubblicato dalla Fantasy Records nel 1960. Il disco fu registrato in due sessions distinte, una dal vivo a "The Blackhawk" di San Francisco (California) e l'altra in studio, sempre nella stessa città e nel 1960.

## Tracce
Lato A
1. Manila – 4:45 (Mongo Santamaría) – Registrato dal vivo nel 1960 al "The Blackhawk" di San Francisco (California)
2. Key Largo – 3:33 (Benny Carter, Karl Suessdorf, Leah Worth) – Registrato nel 1960 a San Francisco (California)
3. Tumbao – 6:50 (Cal Tjader) – Registrato dal vivo nel 1960 al "The Blackhawk" di San Francisco (California)
4. Bludan – 3:02 (Eddie Cano) – Registrato nel 1960 a San Francisco (California)

Lato B
1. Chispita – 3:23 (Eddie Cano) – Registrato nel 1960 a San Francisco (California)
2. September Song – 3:35 (Maxwell Anderson, Kurt Weill) – Registrato dal vivo nel 1960 al "The Blackhawk" di San Francisco (California)
3. Cal's Pal – 3:34 (Eddie Cano) – Registrato nel 1960 a San Francisco (California)
4. Para-ti – 3:20 (Mongo Santamaría) – Registrato dal vivo nel 1960 al "The Blackhawk" di San Francisco (California)
5. Mamblues – 5:00 (Cal Tjader, Clark Terry) – Registrato dal vivo nel 1960 al "The Blackhawk" di San Francisco (California)

## Musicisti
Cal Tjader Sextet
Brani A1, A3, B2, B4 & B5
- Cal Tjader  - vibrafono
- José Lozano  - flauto
- Lonnie Hewitt  - pianoforte
- Victor Venegas  - contrabbasso
- Willie Bobo  - batteria, percussioni
- Mongo Santamaría  - congas

Cal Tjader Septet
Brani A2, A4, B1 & B3
- Cal Tjader  - vibrafono
- Tony Terran  - tromba
- Modesto Briseno  - flauto, sassofono alto
- Eddie Cano  - pianoforte, arrangiamenti
- Al McKibbon  - contrabbasso
- Willie Bobo  - batteria, percussioni
- Mongo Santamaría  - congas